# Rathaus (Dentlein am Forst)

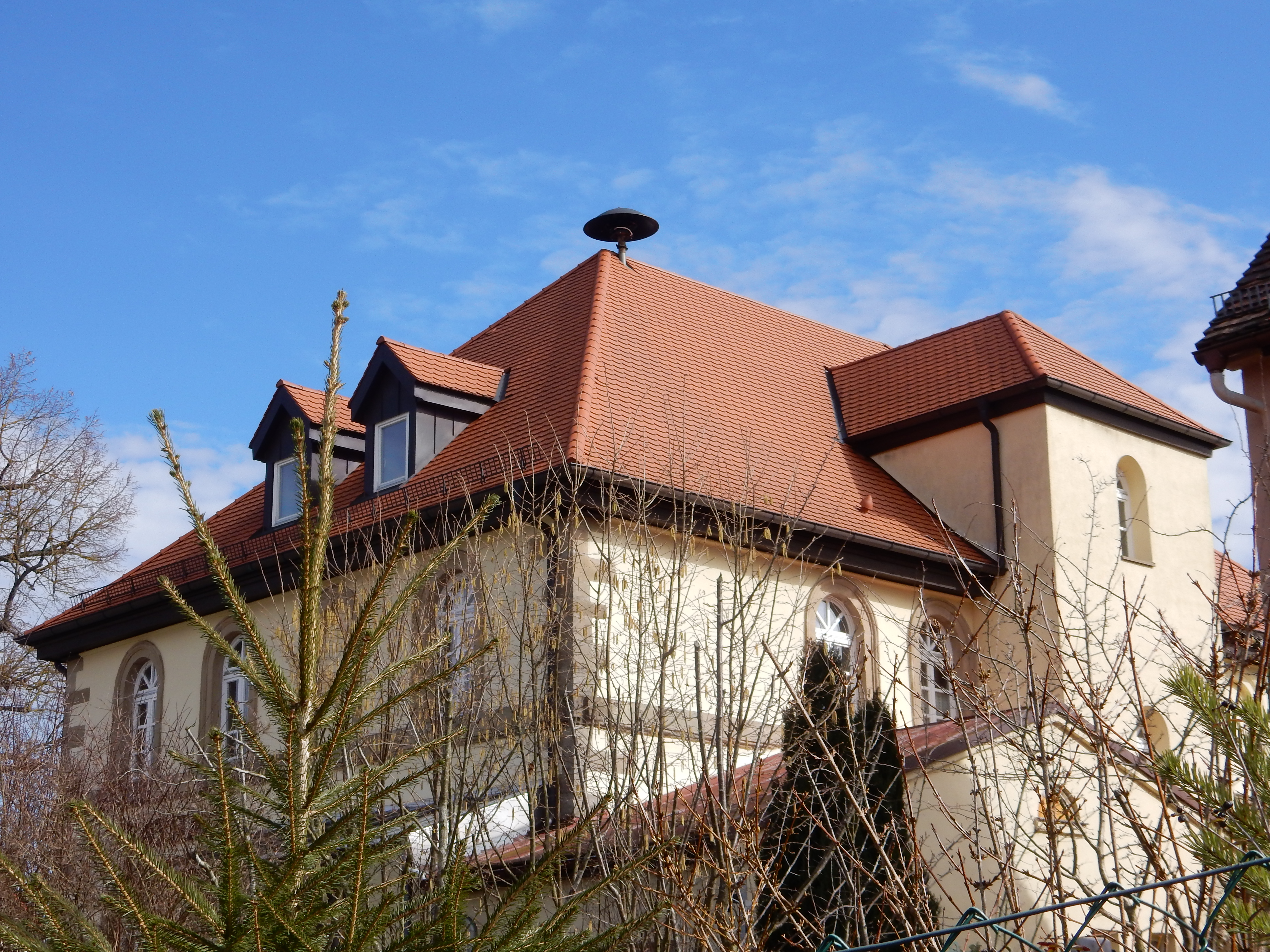
Rathaus in Dentlein

Das Rathaus in Dentlein am Forst, einer Marktgemeinde im mittelfränkischen Landkreis Ansbach in Bayern, wurde 1842 errichtet. Das Rathaus am Rathausplatz 1 ist ein geschütztes Baudenkmal.
Der zweigeschossige Walmdachbau im Maximilianstil mit Fassadengliederung wurde ursprünglich als Schulgebäude errichtet.